# Motionflow

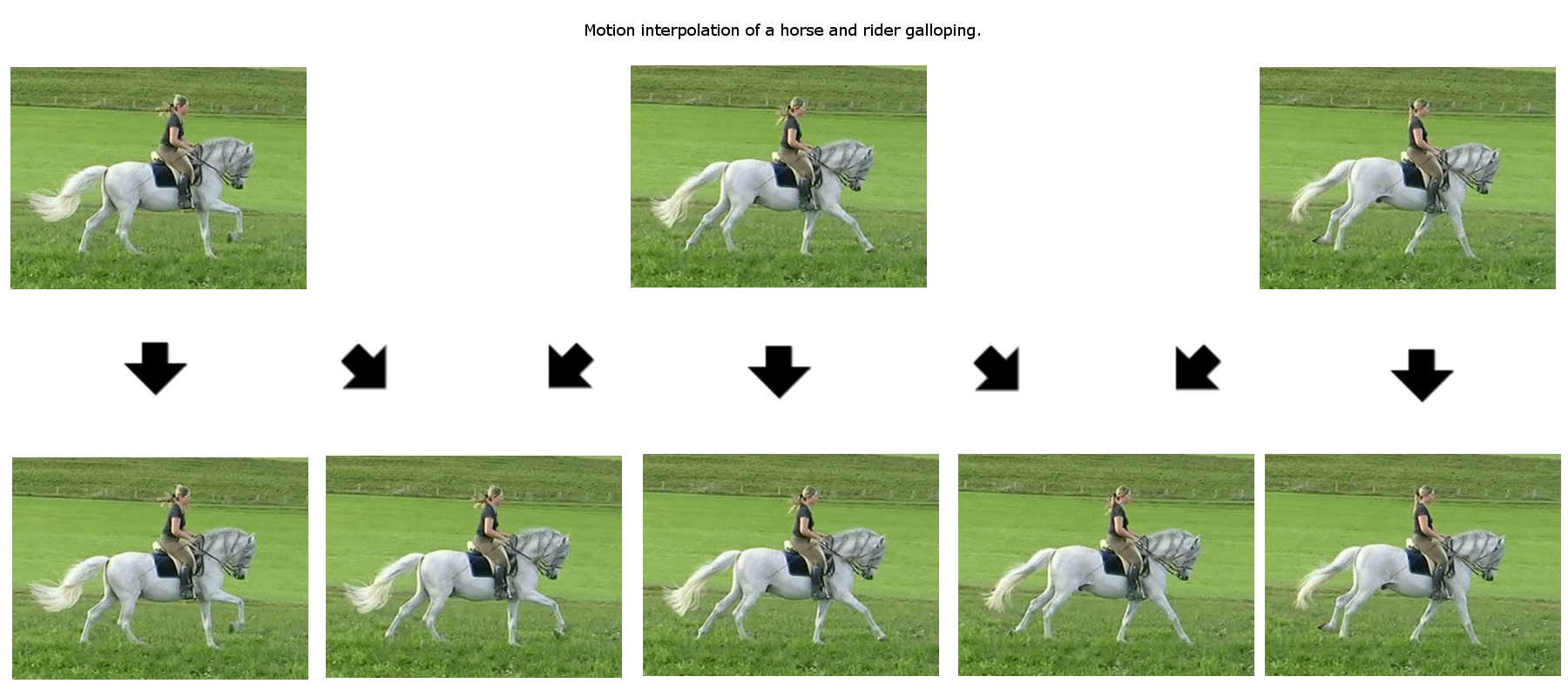
Упрощённое представление принципа действия технологии

Motionflow — технология, разработанная компанией Sony, которая увеличивает резкость динамического изображения . При этом создаются искусственные кадры, которые вставляются между существующими 24 кадрами. Таким образом, в фильмах с 24 кадрами в секунду может быть до 120 кадров в секунду.

## Разновидности технологии

### Motionflow +100 Гц
Технология MotionFlow увеличивает частоту обновления изображения со стандартных 50 Гц до 100 Гц и обеспечивает тем самым мягкую и реалистичную картинку. Технология создает 50 уникальных кадров между каждым из имеющихся 50 кадров, что вдвое увеличивает число воспроизводимых кадров в секунду в реальном времени. Технология Motionflow +100 Гц работает как с пленочными материалами, так и со стандартными телевизионным и DVD-форматами.

### Motionflow 200 Гц

Логотип Motionflow 200 Hz

Motionflow 200 Гц — это учетверенная частота кадров для ТВ и четкость изображения на новом уровне. Не одно, а целых три новых изображения добавляются к действию, тем самым предвидя движение во всех направлениях и создавая очень резкую картинку, отображаемую с частотой 200 кадров в секунду. Фильмы и мультфильмы, снятые с частотой 24 кадра в секунду, с помощью Motionflow 200 Гц также становятся лучше, поскольку возникают семь новых изображений, которые устраняют режущее глаз дрожание или размытие картинки.

### Motionflow Pro 100 Гц
Технология Motionflow PRO 100 Гц, которая применена в телевизорах BRAVIA, снижает размытие движущихся объектов и увеличивает вдвое стандартную частоту кадров, тем самым создавая самую четкую, мягкую и реалистичную картинку. Технология Motionflow Pro 100 Гц «с умом» увеличивает число кадров в секунду и, кроме того, использует мерцающую подсветку (Backlight Blinking). Новая функция технологии Motionflow — мерцающая подсветка — улучшает работу этой технологии. Изображение выравнивается благодаря дополнительным кадрам, кроме того, функция Backlight Blinking предельно улучшает изображение динамичных сюжетов. Картинка становится более чистой, четкой, отсутствует эффект мерцания. Благодаря этой функции подсветка то включается, то выключается, снижая размытость при просмотре динамичных спортивных или приключенческих сюжетов.

### Motionflow 200Hz PRO
Технология Motionflow 200Hz PRO, которая применена в последних телевизорах BRAVIA.Технологии Motionflow 200Hz PRO и Image Blur Reduction: плавная передача динамичных спортивных передач и сцен кино, ведь у BRAVIA количество уникальных кадров в 4 раза выше, чем у обычных ТВ с частотой 50 Гц. Мерцающая подсветка создает эффект кинозала

## Изделия
- Первый телевизор с поддержкой технологии Motionflow 100 Hz — «Sony KDL-32D3000»
- Первый телевизор с поддержкой технологии Motionflow 200 Hz — «Sony KDL-52Z4500» (октябрь, 2008)